# Cementiri de Montcada
El Cementiri de Montcada és un dels cementiris de Montcada i Reixac (Vallès Occidental), i que té la porta d'entrada inclosa a l'Inventari del Patrimoni Arquitectònic de Catalunya.

## Reixa
La porta d'entrada al Cementiri de Montcada és una reixa de ferro forjat i de dues fulles. Es troba realitzada en un sol registre de barres verticals que en la seva part inferior són treballades amb elements decoratius de reganyols (decoració a manera d'espirals) per a continuar en alternança de barres quadrades i entorcillades en un nombre total de divuit.
Les barres estan tallades per una sanefa-fris de superfície picada i on s'hi representen deu elements florals. A partir d'aquesta sanefa, les barres es veuen prolongades en uns artístics coronaments. Les barres entorcillades de tirabuixó tenen un coronament floral estilitzat i d'una més acurada elaboració en els coronaments de les barres quadrades tant en el tractament de les fulles com de l'element central de caràcter fusiforme. De la base, i de cara al carrer, el ferro es prolonga en forma de fletxa per evitar el poder saltar per sobre de la porta. Al bell mig, on conflueixen les dues fulles quan la porta és tancada, hi ha un floró de coronament d'acurats elements florals.
Sembla que fou projectada per Enric Sagnier, estiuejant del lloc i prestigiós arquitecte. La seva realització la va fer el forjador local Miguel Arenas i Comadrany. La seva ubicació primigènia fou la porta d'entrada al jardí de Can Vila, torre d'estiueig al carrer Major número 100.